# Tatyana Tur
Tatyana Tur est une joueuse kazakhe de rugby à XV, née le 4 décembre 1974, de 1,77 m pour 70 kg, occupant le poste de demi d'ouverture (n° 10).

## Palmarès
Elle est internationale et évolue avec l'équipe du Kazakhstan au plus haut niveau. Elle a participé à la Coupe du monde de rugby à XV féminine 2006.